# Рабин Јуда Лерма
Рабин Јуда Лерма (Солун – 1642, Београд) био је главни рабин Београда од 1617. године. Био је ујак београдског рабина Јосефа Алмоснина.
Потицао је из породице учених теолога из Шпаније и носио је име свога деде Јуде Лерма, писца књиге „Лехем Јехуда” (Јехудин живот - יהודה להם). Као ученик истанбулског рабина Мордехаја Калаја, са њим је наступило време развоја јеврејске теолошке науке у Београду, те је, поред Истанбула и Солуна, и Београд постао средиште коме су се учени рабини тога времена усмеравали. Због својих доприноса, име рабина Јуде Лерма среће се у многим делима савремених јеврејских научника и писаца, који му одају пуно признање и поштовање. Његову школу похађали су и касније познати београдски хахами Ашер Конфорти, Рафаел Парнаспал, Јосеф Асео и Арон Ешкенази. Рабин Лерма писао је многе расправе попут „Тешувот” (Одговори - תשובות).
Осим улоге рабина, обављао је, што је у то време била пракса, и улогу судије у споровима међу члановима јеврејске заједнице. Симбиоза улога рабина и судије односила се и на доношење грађанских пресуда међу члановима београдских Јевреја, али и Србије. О овим споровима више се може прочитати у списима које је објавио његов наследник, београдски рабин Симха Коен (Симха бен 8Гершон Хакоен). Нажалост, већина рукописа рабина Јуде Лерма уништена је у пожару који се десио око 1640. године. Један од његових ученика, поменути рабин Симха Коен, београдски ашкеназ, кога је Лерма препоручио јеврејској заједници Београда за свога наследника у рабинату, после Лермаове смрти, залажући се за част свога учитеља, сабрао је његове преостале сачуване писане расправе (респонзе) од многих рабина и ученика и одштампао их је у Венецији 1647. године, под именом „Пелетат бет Јехуда” (Сачувано из куће Јудине - יהודה בית פליטת). У тим расправама, поред осталог налазе се и раби Лермине пресуде у грађанским споровима чланова јеврејске заједнице. Па тако и новчани спорови, расправе по питању ритуалног купатила у Београду, спор кога је расправио и записао о ортачком послу увоза и извоза између Београда и Анконе, у који су странке уложиле суму од 4406 златника, што је у то време био значајан новац. Такође, у једном од записа наводи се да се у свему слаже са споразумом међу јеврејским општинама, који је извесни раби Лав предложио за Јеврејску општину у Петровцу, према коме ни један Јеврејин не сме бити закупац царског пореза, харача, јер према тадашњим наводима, када Јеврејин употребљава пресију при наплати, то се замера свим Јеврејима и многи невини трпе због тога велику штету. Лерма је у пресудама које су се тицале финансијских питања, решавајући материјални спор, поред осталог додавао и теолошке опсервације попут „Свевишњи нам је дао преко Мојсија наук Истине, добре законе и праведне пресуде, као што пише: Путеви су Торе пријатни, њене су стазе мирољубиве. Праведни корачају по њима, а грешни ће на њима пасти“.
Рабин Лерма умро је у Београду 1642. године.